# Cezary Kaźmierczak
Cezary Bolesław Kaźmierczak (ur. 28 listopada 1964 w Łosicach) – polski publicysta, wydawca i przedsiębiorca, działacz opozycji w okresie PRL, od 2010 prezes Związku Przedsiębiorców i Pracodawców.

## Życiorys
Od 1980 działał w Ruchu Młodej Polski, współpracował z opozycją antykomunistyczną w Siedlcach (m.in. jako autor, redaktor, kolporter, drukarz i wydawca publikacji drugiego obiegu). Rozpracowywany przez służby specjalne PRL. Po wprowadzeniu stanu wojennego został tymczasowo aresztowany, następnie skazany na karę 2 miesięcy pozbawienia wolności przez kolegium do spraw wykroczeń. W kwietniu 1982 internowany, osadzony kolejno w ośrodkach odosobnienia w Lublinie, Załężu i Nowym Łupkowie, zwolnienie uzyskał w grudniu tegoż roku. Kontynuował działalność opozycyjną związaną z wydawnictwami niezależnymi, a w drugiej połowie lat 80. brał udział w organizacji lokalnych manifestacji rocznicowych. W szczególności współkierował powołanym w 1983 Siedleckim Komitetem Oporu Społecznego, odpowiadając m.in. za podziemne drukarnie oraz czasopismo „Metrum”.
Od 1983 do 1987 pracował w siedleckim Muzeum Diecezjalnym. W 1989 ukończył zaoczne liceum ogólnokształcące w Siedlcach. W tym samym roku wyjechał do USA, gdzie pracował w mediach polonijnych (m.in. jako redaktor naczelny „Dziennika Chicagowskiego”) oraz jako menedżer w branży public relations. W 1995 wrócił do Polski, obejmując stanowisko szefa działu sprzedaży radia RMF FM, gdzie pracował do końca 1996. W 1996 zajął się prowadzeniem własnej działalności gospodarczej, w tym w 1998 założył agencję szkoleniową MMT Management.
Był felietonistą „Dziennika Gazety Prawnej”. W latach 2005–2014 zasiadał w zarządzie Centrum im. Adama Smitha.
Jesienią 2010 wraz z Robertem Gwiazdowskim założył Związek Przedsiębiorców i Pracodawców (ZPP), który zadeklarował skupienie się na obronie interesów małych i średnich firm. Cezary Kaźmierczak objął funkcję prezesa tej organizacji. Został też przewodniczącym rady Warsaw Enterprise Institute.
Autor publikacji książkowych: Mur beton: wspomnienia z więzień PRL 1981–82 (2022, ISBN 978-83-964198-0-4) oraz Dawid, Goliat i partnerzy. Wspomnienia z podziemia w PRL 1982–1989 (2023, ISBN 978-83-67272-12-4).

## Odznaczenia
W 2009 prezydent Lech Kaczyński nadał mu Krzyż Oficerski Orderu Odrodzenia Polski. W 2015 odznaczony Krzyżem Wolności i Solidarności.